# Прогресс (Знаменский район)
Прогресс — деревня в Знаменском районе Тамбовской области России. Входит в состав Покрово-Марфинского сельсовета.

## География
Деревня находится в центральной части региона, в лесостепной зоне, у реки Сява, на расстоянии примерно 24 километров (по прямой) к югу-западу от Знаменки, административного центра района. На противоположном берегу Сявы находится деревня Матвеевка.
В деревне 1 улица — Набережная.

### Климат
Климат характеризуется как умеренно континентальный, относительно сухой, с тёплым летом и холодной продолжительной зимой. Среднегодовое количество осадков составляет около 550 мм, из которых большая часть выпадает в тёплый период. Снежный покров устанавливается в середине декабря и держится в течение 138 дней.

## История
Деревня  до 2008 года входила в состав Новознаменского сельского совета.

## Население
| 2010 |
| ---- |
| 27   |

## Инфраструктура
Основа экономики — сельское хозяйство. Личное подсобное хозяйство.

## Транспорт
Деревня доступна автотранспортом.  Ближайшая остановка общественного транспорта «Матвеевка» находится в шаговой доступности в соседней деревне Матвеевка. 